# La Colombe, Manche
La Colombe är en kommun i departementet Manche i regionen Normandie i norra Frankrike. Kommunen ligger i kantonen Percy som tillhör arrondissementet Saint-Lô. År 2022 hade La Colombe 627 invånare.

## Befolkningsutveckling
Antalet invånare i kommunen La Colombe
| Referens: INSEE |